# Колокольчик холодолюбивый
Колоко́льчик холодолюби́вый (лат. Campanula kryophila) — травянистое многолетнее растение семейства Колокольчиковые (Campanulaceae). Редкий вид, имеющий ограниченный ареал из-за специфических условий произрастания: он растёт на скалах у окраин ледников, иногда на ледниковых моренах на высоте 1800—3600 метров над уровнем моря.
В Российской Федерации произрастает в пределах Северной Осетии. По данным некоторых авторов, также отмечен на территории Грузии в верховьях реки Риони. Внесён в Красную книгу России.

## Ботаническое описание
Многолетнее приземистое травянистое растение высотой 10—20 см с многоглавым каудексом, образует дернины. Стебли тонкие, одноцветковые, при основании одеты множеством отмерших черешков листьев.
Прикорневые листья и листья бесплодных побегов яйцевидно-округлые или яйцевидно-продолговатые, длиной около 1 см, на длинных тонких черешках. Стеблевые листья ланцетные, с основанием, оттянутым в короткий черешок.
Венчик цветка голый, до трети своей длины разделён на лопасти. Чашечка с острыми, узколанцетными или линейными зубцами короче венчика примерно наполовину, придатки чашечки острые, ланцетные, превышают по длине чашечку. Цветоложе голое.
Плод — широкояйцевидная коробочка с бурыми продолговато-эллиптическими семенами.
Цветёт колокольчик холодолюбивый в июне, плоды созревают в июле—сентябре. Размножается семенами и вегетативно.